# 德里納河戰役
德里納河戰役發生於第一次世界大戰期間的1914年9月，交戰雙方分別是塞爾維亞以及奧匈帝國。當時奧匈帝國沿著塞爾維亞西邊界的德里納河發起強大的攻勢，導致雙方發生許多前哨戰，其中包括貓眼石戰役（Battle of Mačkov Kamen）以及古切沃戰役兩場主要戰役。到了十月初，塞爾維亞軍被迫撤退，隨後在接下來的科魯巴拉河戰役中重新集結作戰。

## 前奏

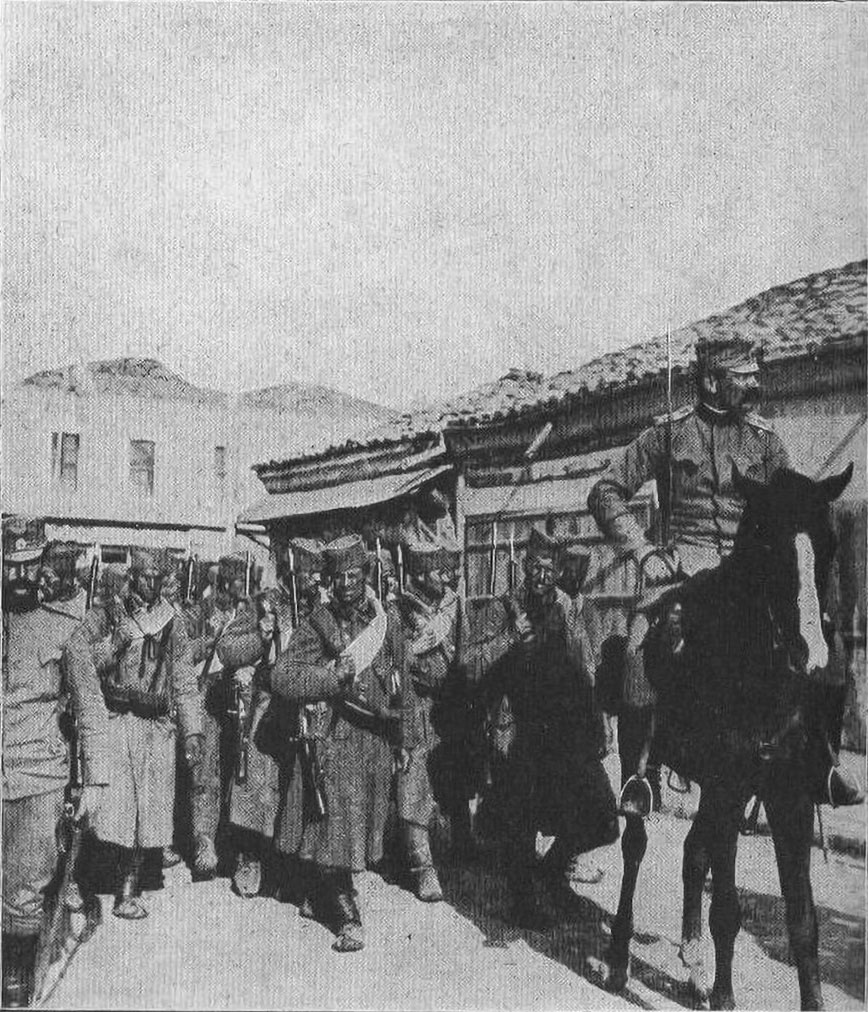
戰役期間的塞爾維亞士兵

1914年8月，奧匈帝國在采爾山戰役戰敗後，沿著德里納河撤回波士尼亞及斯雷姆。塞爾維亞在其盟友的施壓下，渡過薩瓦河向奧匈帝國控制的斯雷姆地區發起有限攻勢。與此同時，塞爾維亞第二軍的第一提摩克（Timok）師在一次橫渡中遭到重挫，承受約6,000人傷亡，卻僅造成對方2,000人損失。
奧斯卡·波蒂奧雷克將軍認為阻止塞爾維亞攻勢的最好方法，就是帶著他在波士尼亞的部隊像塞爾維亞發起另一波入侵，以圍魏救趙迫使塞軍撤回國內防衛其國土。

## 攻勢過程
9月7日，奧匈帝國從西方重啟攻勢，渡過德里納河，這次從兩處同時進攻，一是在马奇瓦的第五軍團，另一則是更南邊的第六軍團。第五軍團發起的最初攻勢被塞爾維亞第二軍團擊退，奧匈帝國傷亡約四千人；但第六軍團更強的攻勢讓塞爾維亞第三軍團吃了一驚，並使奧匈帝國在塞爾維亞的領土上站穩了腳步。在塞爾維亞第二軍團向第三軍團派出部分部隊支援後，奧匈帝國第五軍也成功在新一波攻勢中建立橋頭堡。
與此同時，塞爾維亞拉多米爾·普特尼克陸軍元帥從斯雷姆撤回第一軍團（當時正在對抗數量優勢的敵軍），並用來對奧匈帝國第六軍團發起兇猛的反擊，最初進展順利，但最終在一場為期四天爭奪草莓山脈山峰（名為Mačkov Kamen）的血腥戰鬥中陷入僵局，雙方在前線持續地進攻與反擊中都承受了慘重的損失。塞爾維亞兩個師就損失約一萬一千人，而奧匈帝國損失的人數可能與此相當。
普特尼克元帥下令撤往周圍的山丘及一個月內完成的防線和半壕溝戰，但這對塞爾維亞人來說相當不利，因為他們擁有的重型火砲已過時、彈藥庫存又不足、砲彈產量也有限（只有一座一天能生產100枚砲彈的工廠）、且也缺乏合適的鞋子（他們多數都穿著國發派發的Opanak），而奧匈帝國的部隊則是穿著防潮皮靴。塞爾維亞多數戰爭物資都是由協約國盟友提供，但這些盟友自身也相當短缺。在此情形下，塞爾維亞砲兵很快就沉寂下來，而奧匈帝國的炮兵則是穩定增強他們的炮火。在某些塞爾維亞師，一天內部分原因的傷亡甚至來到100名士兵。
在第一周的壕溝戰中，塞爾維亞烏日策軍團（一個加強師）及蒙特內哥羅桑扎克軍團（約一個師）對波士尼亞地區發起了一次流產的攻勢。此外，雙方發起來幾次局部攻擊，但多數都以失敗告終。

## 外部網站
- http://www.rastko.org.yu/svecovek/ustrojstvo/namesnistva/radjevina/krupanj/spomen_crkva_l.html
- Mitar Đurišić,  (PDF),   [2010-10-13], （原始内容 (PDF)存档于2011-07-26）